# Chéronvilliers
Chéronvilliers é uma comuna francesa na região administrativa da Normandia, no departamento de Eure. Estende-se por uma área de 20,94 km². Em 2010 a comuna tinha 506 habitantes (densidade: 24,2 hab./km²).